# Sixth College

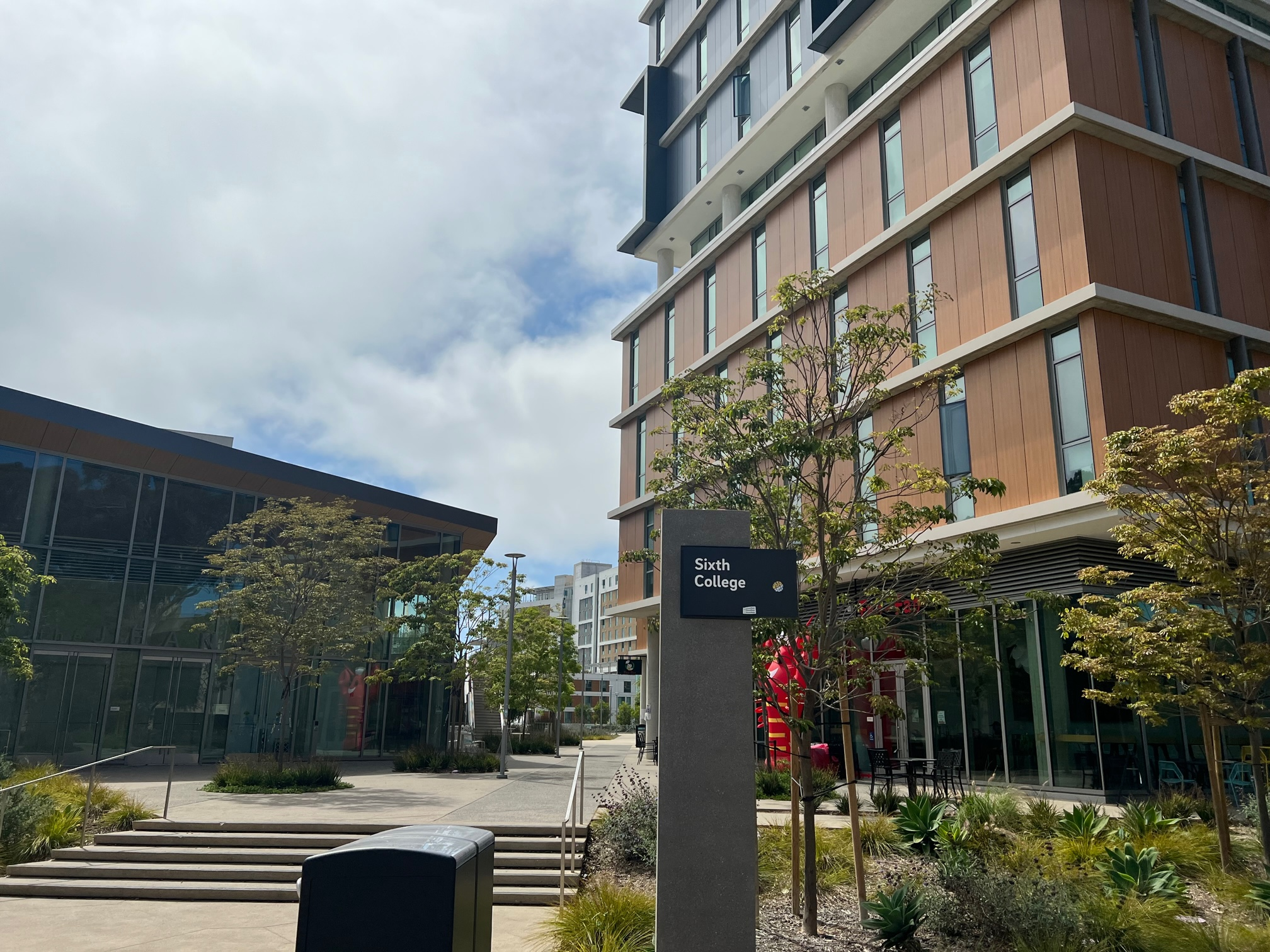
Sixth College de l'Université de San Diego.

Sixth College est un des six collèges du premier cycle de l'Université de Californie à San Diego. Ce collège est voué à l'exploration de la culture, des beaux-arts et de la technologie. Sixth College est le nouveau collège de l'UCSD et est nommé Sixth College parce qu'il est le sixième collège, comme le nom le suggère. Il a été ouvert en septembre 2002. 